# جون ويلسون كاربنتر الثالث
جون ويلسون كاربنتر الثالث (بالإنجليزية: John Wilson Carpenter III)‏ هو ضابط أمريكي، ولد في 11 أغسطس 1916 في ستاركفيل في الولايات المتحدة، وتوفي في 8 نوفمبر 1996 في سان أنطونيو في الولايات المتحدة.